# Aurora Borealis: Északi fény
Pour plus de détails, voir Fiche technique et Distribution.
Aurora Borealis: Északi fény est un film hongrois réalisé par Márta Mészáros, sorti en 2017.

## Synopsis
Olga est une avocate originaire de Vienne dévouée à son travail. Un jour, découvre un secret de famille, mais sa mère, Mária, fait tout pour le cacher.

## Fiche technique
- Titre : Aurora Borealis: Északi fény
- Réalisation : Márta Mészáros
- Scénario : Zoltán Jancsó, Márta Mészáros et Éva Pataki
- Photographie : Piotr Sobocinski Jr.
- Montage : Annamaria Szanto
- Production : István Major
- Société de production : FilmTeam et Nordic Productions
- Pays de production :  Hongrie
- Genre : Drame
- Durée : 104 minutes
- Dates de sortie : 
  - Hongrie : 19 octobre 2017

## Distribution
- Mari Törőcsik : Mária Pogány
- Ildikó Tóth : Olga Kunst
- Franciska Töröcsik : Mária jeune
- József Wunderlich : Ákos
- Eva Prosek : Edith
- Antonio de la Torre : Antonio
- Jákob Ladányi : Róbert
- Ernõ Fekete : Orvos
- György Cserhalmi : Festõ
- Hary Prinz : Stefan Kunz
- Leslaw Zurek : Anton

## Distinctions
Le film a remporté le prix du public pour un film de fiction étrange au Festival international du film de Chicago 2017 et a été présenté en sélection officielle en compétition au Festival des films européens de Paris 2018.